# Siegfried von Kospoth
Siegfried Freiherr von Kospoth (* 1740; † 16. Dezember 1809 in Kremsier, Mähren) war erbländischer Offizier und nahm am Ersten und Zweiten Koalitionskrieg teil.

## Militärischer Werdegang
Kospoth war von 1783 bis 1790 Oberst und Kommandant des zweiten Karabinierregiments Nr. 6 „Erzherzog Franz“. Am 16. Januar 1790 wurde er zum Generalmajor befördert. Im Ersten Koalitionskrieg diente er ab 1792 in der österreichischen Oberrhein-Armee unter General der Kavallerie Graf von Wurmser und führte 1793 in der Zweiten Schlacht bei Weißenburg  als Brigadekommandant eine der drei Angriffskolonnen. Im Vorfeld der Schlacht bei Handschuhsheim (24. September 1795) besetzte Kospoth die Stadt, musste sie jedoch am 20. September räumen.
1796 wurde er Feldmarschallleutnant unter Feldzeugmeister Graf Baillet de Latour und wurde vorwiegend als Kommandant dessen Kavallerie eingesetzt. Kospoth nahm am 9. Juli 1796 mit 16 Eskadronen in der zweiten Angriffskolonne unter Feldmarschalleutnant Graf von Sztáray an der Schlacht bei Malsch und am 2. Oktober 1796 als Kommandant einer gemischten Division (insgesamt 6.100 Mann) an der ersten Schlacht bei Biberach teil. Dort entkam er nur knapp der französischen Kriegsgefangenschaft. Vom 10. November 1796 bis 9. Januar 1797 nahm er an der Belagerung des französischen Brückenkopfes von Kehl teil.
Während des Zweiten Koalitionskrieges war Kospoth im März 1799 über eine Division im Reservekorps der Hauptarmee Erzherzog Karls gesetzt. Er kämpfte in den Schlachten bei Ostrach am 21. März 1799 und Stockach am 25. März 1799. Anschließend wurde er bis Mai 1799 als Kommandant eines Beobachtungskorps bei Villingen und im Schwarzwald eingesetzt. Bei der Erstürmung Mannheims am 18. September 1799 durch Erzherzog Karl kommandierte Kospoth die zweite Angriffskolonne.
Anfang 1800 wurde er zum Befehlshaber der schweren Kavallerie-Reserve der österreichischen Hauptarmee in Schwaben ernannt und unterstand dem Befehl des Feldzeugmeisters Baron von Kray. Im selben Jahr nahm er an den Schlachten bei Engen (3. Mai 1800) und Meßkirch (5. Mai 1800) teil. Am 1. März 1801 wurde Kospoth zum General der Kavallerie befördert. Er starb in Kremsier in Mähren am 16. Dezember 1809.